# Каин и Артём
«Ка́ин и Артём» — советский фильм 1929 года режиссёра Павла Петрова-Бытова, по мотивам одноимённого рассказа Максима Горького.
Фильм был снят как немой, но после успеха в Европе в 1932 году был озвучен в Париже Абелем Гансом.

Перед нами один из бесспорных шедевров нашего киноискусства. Немало моментов в этом фильме, которых положительно нельзя забыть. «Каин и Артём» — это подлинное искусство, и таким будет признано всюду, где только этому не помешает лицемерие буржуазии.— Нарком просвещения СССР А. В. Луначарский
В картине старая кабацкая Русь дана невероятно густо, чудовищными мазками, крайне натуралистически.

## Сюжет
Рынок! Сколько материала, вещей, для того чтобы обыграть их в кинематографе! И режиссёр с жадностью набрасывается на этот материал. Задыхающаяся рыба, на десятки метров показываемая режиссёром, долженствующая, очевидно, изображать удушье живого в среде торгашества и грязи. Между тем люди с их «жизнью» потонули в море вещей, рыбы, мяса и игрушек.
Действие происходит в одном из волжских городов дореволюционной России.
Артём — волжский грузчик. Местные торговцы, кулаки и бандиты его не трогают, уважая его силу, но и развернуться не дают.
Молодая жена одного из кулаков влюбляется в Артёма, красавца-богатыря, и мечтает порвать с торгашеством и уехать с Артёмом в деревню.
Муж-изверг своими издевательствами доводит жену до того, что она решает уйти в монастырь, но не принимаемая там, топится в речке.
Для расправы с Артёмом кулак нанимает бандитов, и они избивают Артёма.
Избитого, чудом оставшегося в живых Артёма находит еврей-сапожник Каин и берёт к себе, где выхаживает.
Живя у Каина Артём прислушивается к беседам собирающихся у него революционно настроенных студентов, читает запрещённую литературу.
Выздоровев, он станет другим, и рынок, с его законами, станет Артёму тесен.

## В ролях
- Николай Симонов — Артём, грузчик
- Алёна Егорова — женщина на рынке
- Георгий Уваров — муж женщины на рынке
- Эмиль Галь — Каин, еврей-сапожник
- Иона Бий-Бродский — силач

## Съёмочная группа
Предложение экранизировать рассказ Горького исходило от руководителя Ленинградской фабрики «Совкино» А. И. Пиотровского.
- Павел Петров-Бытов — режиссёр
- Николай Ушаков, Михаил Каплан — операторы
- Николай Суворов, Исаак Махлис — художники
- Антон Анджан — гримёр

При этом фильм, создаваемый в атмосфере дискуссий, споров и советов, с применением опыта других режиссёров, — считается успехом всего коллектива киностудии:

Неудачи, дискуссии, опыт работавших рядом молодых режиссёров-новаторов, казалось, были восприняты Петровым-Бытовым полновесно и щедро. Один из ленфильмовских остряков зло сказал, что сила коллектива «Ленфильма» такова, что даже Петрова-Бытова вынудили поставить хорошую картину. Конечно, это было неправдой. Картину ставил он сам.— Михаил Блейман

## Озвученная версия
Озвучивание — «это только музыкальная иллюстрация, очень далёкая от содержания фильма» — слов нет, слышен только шум толпы, хохот, отдельные выкрики («сапоги чиню»), основной звук — песни: народные, цыганские, одесские, блатные, в эпизоде крестного хода звучит пение «Спаси Господи люди твоя». Но критикой замечено, что это неожиданно удачно получилось:

Тонкий и культурный режиссёр Абель Ганс при озвучании картины не избежал, однако, увлечения прежде всего «экзотикой» русского материала, фольклором приволжского городка. Основной звуковой материал — каскады русских песен, ритмизованных зачастую под джаз, то грустных, то весёлых или разухабистых — обрушивается на зрителя, создавая какую-то новую «фоногеническую атмосферу» фильмы, которая живёт вполне самостоятельной жизнью. Выбраться из этого «песенного оргазма» очень трудно, ибо он проникает в ощущение зрителя, и зритель против своей воли остается прикованным к этой «амальгаме» из чудесного мира горьковской были, кисти режиссёра и «приволжского джаза» с берегов Сены.— советский журнал «Кино», 1933 год

## Значение фильма в истории отечественного кино
Большой советской энциклопедией 1940 года в статье о режиссёре фильм назван «художественно значительной работой».
Фильм — одна из лучших экранизация Горького, как отмечено в журнале «Огонёк», к 1970 году произведения писателя экранизировались более 40 раз, но среди них фильм 1929 года «составил новый этап в воплощении средствами кино горьковской темы», и был поставлен критиками в один ряд с первыми значительными фильмами «Мать» В. Пудовкина и  «Дело с застёжками» А. Хохлова, хотя и считался слабее этих двух Также отмечалась сложность передачи средствами немого кино именно этого рассказа, в котором, раскрытие героев идёт через их речь.
Для фильма характерен специфичный для 20-х годов ассоциативный монтаж, ассоциации подчеркивают и усиливают движение — как пространственное, физическое, так и внутреннее, психологическое:

В «Каине и Артёме» Петров-Бытов с необычной для него свободой и смелостью пользуется резкими монтажными стыками, монтажом по контрасту, наплывами с двойной и тройной экспозицией, акцентируемой деталью, обратной съёмкой. Больше того. Он не только пользуется новейшими монтажными средствами, но и значительно расширяет возможности ассоциативного видения и мышления.
В 2014 году киновед Ирина Гращенкова, заметив, что в 1929 году в СССР было выпущено 92 фильма, включила фильм «Каин и Артём» в 10-ку лучших из них:

актуальных, высокохудожественных, перешагнувших границу эпохи и оставшихся в памяти отечественного киноискусства.

## Критика
Очень высоко фильм оценил Нарком просвещения СССР А. В. Луначарский, поместив рецензию на него в газете «Известия». Отметив, что поначалу был скептически настроен к фильму, считая неудачным выбор для экранизации именно этого рассказа Горького, и признав в чём-то справедливыми упрёки критиков в изменении сценаристами рассказа, назвав такое изменение искусственным, но в то же время оправданными, в рецензии отметил работу всех создателей фильма: режиссёра, оператора, артистов и даже массовки:

Признаюсь, я шёл с некоторым предубеждением смотреть картину. …По мере того, однако, как развёртывалась кинокартина, она захватывала меня, и к концу я должен был признать, что перед нами один из бесспорных шедевров нашего киноискусства. Весь типаж — и масс и единиц — превосходен, держится именно в рамках того абсолютно подкупающего, до иллюзии доведённого реализма. Что касается главных действующих лиц (Симонова и Галя), то нельзя найти достаточных похвал для оценки подкупающей правдивости их игры при огромных технических трудностях каждой из этих ролей. …У оператора имеется подлинное умение заставить говорить саму фотографию. И если своеобразные интроспекции не являются сейчас новыми (хотя проведены они у Петрова-Бытова прекрасно), то деформации предметов и человеческих лиц, как мне кажется, ещё нигде не использовались с таким мастерством.
— А. В. Луначарский, рецензия на фильм в газете «Известия» за 20 ноября 1929 года
При этом в рукописи рецензии А. В. Луначарского содержится замечание, что работа создателей фильма достигает «эффекта едва ли не высшего, чем в самых лучших достижениях Запада», и сожаление, что зрителей на первом показе было мало, зритель шёл смотреть американское кино: «публика ломится смотреть какого-нибудь „Сына Зорро“, а „Сын Зорро“ — есть самое жиденькое и самое фальшивое развлеченьице, какое только можно себе представить».
Фильм не пользовался особым успехом у зрителя в СССР, в журнале «Кино» за октябрь 1929 года кинокритик Х. Херсонский поместил свои наблюдения за зрителями в районном кинотеатре — рабочей молодёжью, сделав вывод, что фильм не захватывает их сюжетом: «тут нет кино-действия, — а только разные кино-изображения», при этом критик признал высокий художественный уровень картины. Но газетой «Жизнь искусства» в 1929 году было отмечено, что наличие в фильме «ряд формальных приёмов, в достаточной мере сложных для рядового зрителя» — сделано специально, в соответствии с установкой авангарда мастеров советского кино на «подтягивание массового зрителя к более высокому уровню художественных произведений».
Фильм считается лучшим фильмом режиссёра Петрова-Бытова, воспринят критикой как новаторская картина.

Когда я увидел эту картину, то первым впечатлением было восхищённое удивление. «Каин и Артём» был воспринят, как новаторская картина. И что тоже парадоксально — «немую» картину сделал звуковой и дублировал на французский язык выдающийся новатор и патриарх французского «авангарда» Абель Ганс.— М. Ю. Блейман
Фильм был показан в США, с успехом шёл в Европе.
Однако, фильм был запрещён в Финляндии, как практически и все советские фильмы, чей прокат пришёлся на время расцвета профашистского движения Финляндии.
В Германии фильм шёл под названием «Песня о старом рынке» и на показах в Берлине был принят зрителями восторженно, известно частное письмо Асты Нильсен:

Дорогой Бел! Только что в Берлине посмотрела русский фильм «Песня о старом рынке». Какое впечатление от фильма! Такое, что я, выйдя из кино, не подумала взять машину, хотя шёл дождь.
Вы хотите услышать моё мнение? Своё мнение я выразила таким образом, что заказала ложу, чтобы смотреть фильм каждый вечер, пока он идёт. ‹…› Ведь «Песня о старом рынке» — кинопоэма, не имеющая себе равных. Действительность, но увиденная как бы сквозь слёзы, неумолимая реальность, но освещённая великой идеей. Простые факты становятся фантастичными. Таково драматическое и художественное воплощение. О, я была счастлива! Я была счастлива ещё и потому, что публика так же восторженно приняла фильм.
Как играют эти люди! А этот Артём, этот Николай Симонов, прямо-таки завораживающее чудо. Впервые я сожалею, что не могу вновь стать юной. Я думаю, что была бы уже на пути в Москву. Поймите, это настоящий мужчина. Не сомневаюсь, нет такой женщины, которая бы не запомнила этого имени.
— письмо великой актрисы немого кино Асты Нильсен своему другу Беле Балажу, датированное 1929 годом
Собственно, критике фильм подвергался в СССР только за искажение рассказа Горького, но при этом отмечалось, что с точки зрения занимательности, расчёта на широкого зрителя, введение новых мотивов в фильм было оправданным. Также критично оценивался натурализм фильма:

В картине старая кабацкая Русь дана невероятно густо, чудовищными мазками, крайне натуралистически. Однако можно утверждать, что с учётом всех перечисленных недостатков, что в этой картине Петров-Бытов показал себя мастером с огромным темпераментом, способным дать потрясающие по своей эмоциональной выразительности куски (например, сцена падения Артёма в омут после избиения). Но режиссёр не знает чувства меры и часто перегибает палку, сбиваясь к грубому натурализму.— П. А. Бляхин — Горький в кино // Газета «Советское искусство», 21 сентября 1932 года